# Richanijja
Richanijja (hebr. ריחאניה; arab. الريحانية; adyg. Рихьаные; ang. Reihaniyye, lub też Rehaniya) – wieś położona w Samorządzie Regionu Merom ha-Galil, w Dystrykcie Północnym, w Izraelu.

## Położenie
Wioska leży w północnej części Górnej Galilei w odległości 5 kilometrów na południe od granicy z Libanem. Jest położona na płaskowyżu, który zamyka od północy i zachodu dolina potoku Diszon, na południu jest kanion potoku Chacor, a na wschodzie teren opada stromo do Doliny Hula. W jej otoczeniu znajdują się moszawy Alma, Dalton, Kerem Ben Zimra i Awiwim, oraz kibuce Baram i Jiron.

## Demografia
Zgodnie z danymi Izraelskiego Centrum Danych Statystycznych w 2010 w osadzie żyło 1 125 mieszkańców, w tym większość Czerkiesi oraz kilka rodzin Beduinów.

Źródło danych: Central Bureau of Statistics.

## Historia

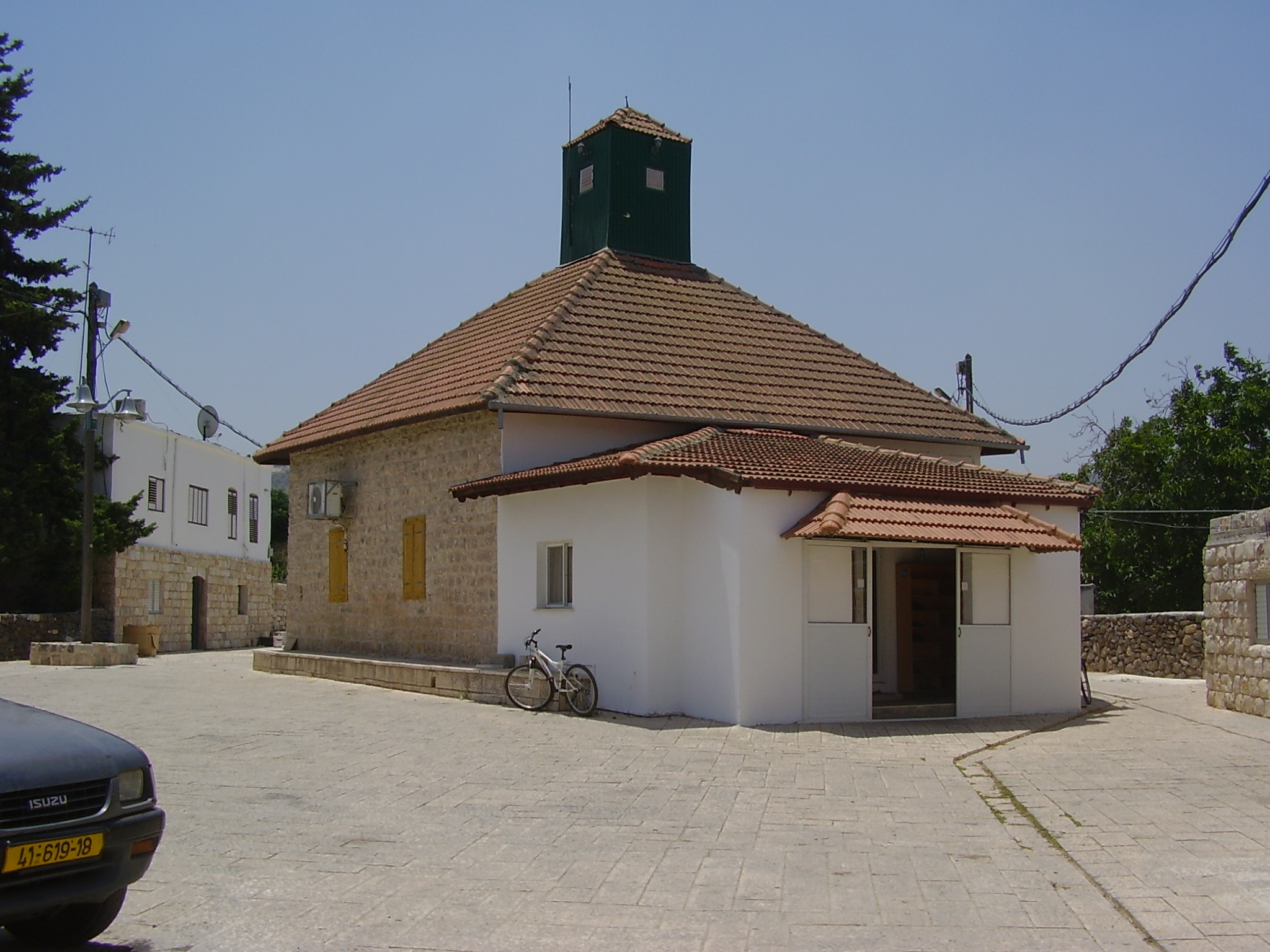
Meczet w Richanijji

Wioska została założona w 1878 przez grupę Czerkiesów, którzy uciekli do Palestyny przed prześladowaniami w Imperium Rosyjskim.
Przyjęta 29 listopada 1947 Rezolucja Zgromadzenia Ogólnego ONZ nr 181 przyznała rejon wioski Richanija państwu arabskiemu w Palestynie. Jednakże Arabowie odrzucili tę rezolucję i doprowadzili do wybuchu wojny domowej w Mandacie Palestyny. Jej kontynuacją była I wojna izraelsko-arabska, podczas której w Richaniji stacjonowały siły Arabskiej Armii Wyzwoleńczej. Czerkiesi poparli w tej wojnie Izraelczyków, zaciągając się jako ochotnicy do Sił Obronnych Izraela. Pod koniec października 1948 Izraelczycy przeprowadzili operację Hiram w trakcie której w dniu 30 października 1948 zajęli wioskę Richanija. W odróżnieniu od wielu innych wiosek w Galilei, Richanija nie została zniszczona, a jej mieszkańcom pozwolono pozostać. Dzięki temu osada zachowała swój pierwotny charakter. Po wojnie Czerkiesi nadal zgłaszali się jako ochotnicy do izraelskiej armii.
Podczas II wojny libańskiej na wioskę spadły rakiety wystrzelone przez organizację terrorystyczną Hezbollah z terytorium Libanu.

## Kultura i sport
W wiosce znajduje się ośrodek kultury z biblioteką. Jest tu także Muzeum Czerkiesów, prezentujące kulturę ludową tej mniejszości etnicznej Izraela. Z obiektów sportowych jest boisko do piłki nożnej.

## Edukacja
W wiosce jest przedszkole i szkoła podstawowa.

## Religia
W wiosce znajduje się meczet.

## Gospodarka
Lokalna gospodarka opiera się na rolnictwie i sadownictwie. Część mieszkańców pracuje w izraelskiej armii i policji.

## Komunikacja
Wzdłuż wschodniej granicy wioski przebiega droga nr 886, którą jadąc na północny wschód dojeżdża się do moszawu Alma, lub jadąc na południowy zachód dojeżdża się do moszawu Kerem Ben Zimra. W kierunku północno-zachodnim prowadzi droga nr 8966, którą dojeżdża się do skrzyżowania z drogą nr 899.